# 訴諸厭惡
訴諸厭惡（appeal to disgust）或厭惡的智慧（wisdom of repugnance）是一種訴諸情感謬誤，係主張由於我們對某事感覺噁心和嫌惡，因而某事是錯誤的。

## 示例
例一
我們絕不能支持同性戀婚姻！想想男人和男人性交是多麼噁心的事！
例二
這藥很苦，顯然你的身體討厭它，它怎麼能治好你的病呢？
例三
男生：女生該注重外表，應該常保自己的外表乾乾淨淨的，應該留長頭髮但不該有體毛，而且皮膚要白、身材要瘦、身上不能有痘子或疤痕。
女生：可是為甚麼女生就該注重外表？
男生：你難道不覺得女生肥肥的或者身上長瘡疤很噁心嗎？
例四
甲：我們要當個有修養的人，不要滿嘴髒話。
乙：難道要我像某些人一樣，滿口講些噁心的馬屁話你才甘心嗎？
甲：我也不喜歡那些馬屁精，可是……
乙：那你就不要叫我學那些馬屁精，幹。

## 外部連結
- （英文）THE WISDOM OF REPUGNANCE（页面存档备份，存于）